# Bryum sarekense
Bryum sarekense là một loài rêu trong họ Bryaceae. Loài này được Arnell & C.E.O. Jensen mô tả khoa học đầu tiên năm 1910.